# Martin Hägglund
Hans Martin Hägglund, född 23 november 1976 i Sollentuna församling, Stockholms län, är en svensk-amerikansk filosof, litteraturteoretiker och modernistisk litteraturforskare. Han är professor i litteraturvetenskap och humaniora vid Yaleuniversitetet.

## Biografi
Hägglund växte upp i Viksjö i Järfälla kommun och vid Höga kusten. Han disputerade i litteraturvetenskap vid Cornelluniversitetet 2011. Från 2009 till 2012 var han Junior Fellow i Society of Fellows vid Harvarduniversitetet.
I vad som har beskrivits som "en historisk tillsättning" blev han 2012 den förste personen att erhålla en livstidsprofessur vid Yaleuniversitetet direkt efter att ha doktorerat. Sedan 2015 leder han avdelningen för litteraturvetenskap (comparative literature) vid universitetet.
Han är den förste svensk som valts in i Harvard Society of Fellows.
Den 7 augusti 2020 var Hägglund värd för Sommar i P1.
Den 11 juni 2021 släpptes musikalbumet "Distractions In a Capitalist World" av artisten och kompositören Teodor Wolgers, där Hägglund medverkar på stycket "System Failure" med en inläst text från sin bok ”This Life”.

## Författarskap
Hägglund har skrivit fyra böcker, som totalt har översatts till ett tiotal språk.
Radical atheism från 2008 blev föremål för en konferens på Cornell University, ett seminarium vid Oxfords universitet och ett 250-sidigt temanummer av den amerikanska akademiska tidskriften The New Centennial Review med titeln Living On: Of Martin Hägglund. Dying for time från 2012 kallades i en recension av Los Angeles Review of Books för en "revolutionerande prestation".
Våren 2019 publicerade han boken This life (på svenska 2020 med titeln Vårt enda liv). Boken väckte stort gensvar i USA, och hyllades framförallt av den amerikanska vänstern. Den behandlar religion och kapitalism kritiskt, och studerar författare som Marcel Proust och Karl Ove Knausgård. Martin Gelin på Dagens Nyheter beskrev boken som "en bibel i en växande ny kanon av visionära vänsterböcker", och i SvD kallades han för en "ledstjärna för den nya amerikanska vänstern". Mattias Svensson på tankesmedjan Timbro kallade dock verket "godmodigt och obekymrat totalitärt", och skriver att "alla andra har missförstått Marx – detta är Hägglunds förklaring till att alla socialistiska experiment hittills urartat i förtryck".
This life har tillägnats ett specialnummer av tidskriften The Philosopher, ett symposium i Los Angeles Review of Books, samt konferenser vid Yale och Harvard. Tidskriften Radical Philosophy uppmärksammade i synnerhet Hägglunds nyläsning av Georg Wilhelm Friedrich Hegel och Karl Marx. I en recension av den svenska utgåvan framhåller Sverker Sörlin att "detta är en verkligt stor bok... Hägglunds humanistiska forskning vägleder nu människor världen över, hjälper dem att fästa blicken, forma sina liv och föreställa sig en annan värld."